# Werder Brême
Maillots
Actualités
Le Werder Brême (en allemand : Werder Bremen, version abrégée de Sport-Verein "Werder" von 1899 e.V.) est un club omnisports allemand, fondé le 4 février 1899 et basé à Brême. Depuis le 1er juillet 2003, le Verein du Werder s'est doté d'une société anonyme, intitulée Werder Bremen GmbH und Co. KG aA, afin de gérer, entre autres, le football professionnel, activité principale du club.
La section masculine de football évolue depuis 1981 en 1. Bundesliga, le plus haut niveau professionnel du football allemand. Le club est présidé depuis le 24 novembre 2014 par Hubertus Hess-Grunewald.
Ayant remporté entre autres quatre championnats d'Allemagne, tous sous l'ère Bundesliga dont il est l'un des membres fondateurs en 1963, six coupes d'Allemagne et une coupe d'Europe des vainqueurs de coupe, le Werder Brême est considéré comme un Traditionsverein, en français une « association traditionnelle », expression désignant les clubs les plus populaires en Allemagne. Le club réussit à se maintenir pour la saison 2020-2021 en Bundesliga, après une remontée in extremis au classement et un barrage victorieux — au bénéfice d'un but marqué à l'extérieur.

## Histoire

### Création et premières décennies (1899-1947)
Lors de sa création, le club connaît un succès immédiat, notamment grâce à plusieurs victoires dans des championnats locaux. Le Werder est alors suivi par la population, qui se rend en masse au stade pour encourager son équipe. Après la Première Guerre mondiale, le club s'agrandit et adopte de nouveaux sports, comme le handball, l'athlétisme ou le tennis et en 1920, et est renommé SV Werder Brême, le SV pour Sport-Verein (club sportif) évoquant sa nature omnisport. Le football reste cependant le sport principal. En 1932, le Werder devient le premier club allemand à engager un entraîneur professionnel. Le club reste au plus haut niveau durant les années 1930 et 1940, s'imposant comme l'un des ténors du championnat de la ligue régionale du nord du pays.

### Oberliga (1947-1963)
Comme d'autres clubs en l'Allemagne, le Werder est contraint après la Seconde Guerre mondiale d'arrêter ses activités sportives sur l'ordre des forces alliées qui occupent l'Allemagne. Mais dès 1945, le club se reconstitue, et fusionne avec un autre club sportif, le TV Vorwärts, qui a rapidement changé ses couleurs pour le blanc et vert. Début 1946, le club peut reprendre le nom de SV Werder Brême. À cette époque, le manque de moyens contraint la plupart des joueurs professionnels allemands à prendre un autre travail en plus de leur activité sportive. Dans le cas de Brême, de nombreux joueurs travaillaient dans une usine de tabac voisine, à Brinkmann.
Entre la fin de la guerre et la formation de la Bundesliga en 1963, l'équipe continue à obtenir de bons résultats, et est reconnue comme numéro 2 dans le nord derrière Hambourg. En 1961, le Werder obtient son premier titre national, en remportant la Coupe d'Allemagne.

### Premier titre en Bundesliga puis déclin (1963-1981)

Logo du club dans les années 1970

Ces bonnes performances font du Werder l'un des favoris aux débuts de la Bundesliga. Le club justifie ce statut dès la deuxième édition de la compétition avec un premier sacre obtenu devant le tenant du titre le 1. FC Cologne. Les Brêmois finissent également 2e en 1968, puis deviennent moins compétitifs, terminant régulièrement en milieu de tableau au cours de la décennie suivante.
Au cours de cette période, le Werder tente désespérément de retrouver sa gloire d'antan, notamment en recherchant le soutien d'actionnaires susceptibles de lui apporter un soutien financier. Ces espoirs restent lettre morte, et le club est relégué en 2e division à l'issue de la saison 1980-1981 après une piteuse 17e place.

### Remontée et succès de l'ère Rehhagel (1981-1995)
Après cette période tumultueuse, le Werder se redresse rapidement sous la direction du célèbre entraîneur Otto Rehhagel, qui le fait rapidement remonter, puis mène à de nombreux succès (vice-champion de Bundesliga en 1983, 1985 et 1986, champion en 1988, finaliste de la Coupe d'Allemagne en 1989 et 1990 puis victorieux en 1991, succès lors de la finale de la Coupe d'Europe des vainqueurs de coupes en 1992). En 1993, le club gagne pour la troisième fois la Bundesliga, et l'année suivante sa troisième Coupe d'Allemagne.

### Instabilité post-Rehhagel (1995-1999)
Rehhagel quitte finalement le Werder Brême en juin 1995 pour le Bayern de Munich, où il ne reste finalement qu'un an. L'effet du départ de Rehhagel est immédiat et les nombreux entraîneurs qui lui succèdent (Aad de Mos, Dixie Dörner, Wolfgang Sidka, Felix Magath) n'obtiennent que des résultats médiocres. Le Werder passe l'essentiel de la saison 1998-1999 comme un candidat possible à la relégation.

### Le renouveau sous Thomas Schaaf (1999-2013)
En mai 1999, Thomas Schaaf, ancien défenseur brêmois, prend les commandes de l'équipe et parvient à la sortir de la crise. La relégation est évitée, et le Werder gagne à la surprise générale la Coupe d'Allemagne quelques semaines plus tard.
Les saisons suivantes, l'équipe parvient à stabiliser ses résultats, en se plaçant systématiquement en haut de tableau. En 2004, le Werder réalise le doublé coupe-championnat, une performance rare que seuls 4 clubs avaient jusqu'alors réussi. Grâce à cette belle saison, le club participe à la Ligue des champions l'année suivante, et se hisse jusqu'aux huitièmes de finale, mais est humilié face à l'Olympique lyonnais qui pulvérise littéralement toute sa défense (0-3 à domicile puis 2-7 à Lyon).
En 2005, le Werder se qualifie à nouveau pour la Ligue des champions, après avoir décroché une 3e place sur le fil. Dans cette même compétition, le Werder perd lors des 8e de finale face à la Juventus, sur le score de 4-4 (la Juventus ayant marqué 2 buts à l'extérieur, contre 1 pour le Werder Brême).
En 2006, le club se place en dauphin du Bayern Munich, mais échoue en Coupe d'Allemagne en se faisant éliminer en quart de finale par la modeste équipe du FC Sankt Pauli (3e division) 3-1. La même année, le Werder se rattrape en remportant le 5 août à Leipzig la Coupe de la Ligue face au Bayern de Munich sur le score de 2 buts à 0.
La saison suivante, le Werder se classe 3e, après un final où il pouvait espérer remporter le titre. En Coupe d'Europe, Brême ne passe pas la phase de groupe de Ligue des champions, mais brille en Coupe UEFA, où il passe tout près d'aller en finale. Thomas Schaaf réussit à faire prolonger les cadres de l'équipe, comme Frings ce qui augure un beau parcours pour la prochaine saison.
Le Werder disputera le troisième tour de qualification en Ligue des champions, tout comme Liverpool et Glasgow. Et c'est face à Liverpool que le Werder dispute un match amical le 17 juillet à Granges (Suisse), se terminant sur le score de 3-2. Auparavant, Brême avait concédé également une défaite à Bâle (2-0). Pour son 3e match amical, le Werder s'incline encore une fois, cette fois-ci face à Paderborn, club de seconde division, et perd Torsten Frings, blessé au genou droit. En Coupe de la Ligue, le Werder se fait sortir lourdement par le Bayern Munich 4-1, grâce à un doublé de Ribéry. Miroslav Klose, qui avait prolongé son contrat, quitte le Werder, pour rejoindre justement Munich. Il est remplacé un mois plus tard par Boubacar Sanogo, du Hambourg SV. Lors de la reprise du championnat, Brême commence par un match nul à Bochum, avant de se faire étriller chez lui 4-0 par le Bayern Munich. La 1re victoire est acquise à Nuremberg, grâce à un but de Harnik. En Ligue des Champions, le Werder s'impose lors du match aller du troisième tour de qualification face au Dinamo Zagreb (2-1). Au match retour, le Werder se qualifie pour les phases de groupes, grâce à une nouvelle victoire 3-2 (Diego (x2), Sanogo). Lors de la phase de groupe, le Werder se retrouve dans le groupe C, en compagnie du Real Madrid, de la Lazio Rome et de l'Olympiakos. En championnat, Brême continue sa route en avant. Il a même l'occasion de prendre la tête du classement avec le match nul du Bayern, mais chute à Hanovre. La même semaine, le Werder loupe la qualification en Ligue des Champions, en chutant lourdement au Pirée. L'équipe termine la saison 2007/2008, seconde du championnat allemand, derrière le Bayern de Munich et est qualifiée automatiquement pour la ligue des champions.
Lors de la saison 2008-2009 le club participe à la coupe de l'UEFA et s'incline en finale contre le FC Chakhtior Donetsk mais remporte la coupe d´Allemagne 10 jours plus tard en s´imposant 1-0 face à Leverkusen à Berlin. Mais ce n'est que l'arbre qui cache la forêt de la mauvaise saison du Werder en championnat : un décevante 10e place malgré une victoire 5-2 contre le Bayern Munich en début de championnat qui laissait penser tout le contraire…
Le Werder Brême débute très bien la saison 2009-2010 avec une victoire en Supercoupe d'Allemagne le 20 juillet 2009 contre le VfL Wolfsburg, surprenant vainqueur du champion d'Allemagne de la saison précédente.
Les victoires s'enchaînent jusqu'à l'hiver désastreux, au cours duquel les verts et blancs joueront plusieurs matchs sans victoire, et parmi lesquelles on peut citer deux défaites notables : la première, 2-1, a lieu sur la pelouse du voisin honni, le HSV, ennemi hanséatique… La seconde, et la plus importante, est une déroute 3-2 à domicile contre le rival de toujours : le FC Bayern. Le club de la hanse végète donc durant la trêve hivernale en milieu de tableau, mais finit sa saison en boulet de canon, et termine à la 3e place, ticket pour les barrages de C1 (le Werder est un habitué de la compétition) en battant Schalke 2 à 0 sur sa pelouse, offrant de surcroît le titre à Munich, chose peu appréciable pour un Brêmois…
Les supporters Werderaners ont l'occasion de se venger lors de la finale de la coupe qui les opposent aux bavarois à Berlin, samedi 15 mai, mais une fois de plus, ils ne pèsent pas bien lourd et payent les erreurs de leur défense, notamment de Per Mertesacker, passé à côté de son match : le score est sans appel : 4 - 0 en faveur des hommes de Van Gaal.
Pour la saison 2010-2011, les Brêmois disputeront la phase de poules de la ligue de champions, après avoir sorti la Sampdoria de Gênes au bout du suspense du tour préliminaire. Pendant ces phases de poules de Ligue des Champions, le Werder Brême se retrouve dans le groupe A, mais à l'image d'une saison décevante, le Werder, parti favori pour la qualification pour les huitièmes de finale, occupe la dernière place, Tottenham finit 1er, suivi de l'Inter Milan (tenant du titre) et le FC Twente. En DFB Pokal, le Werder Brême se fait éliminer par le Bayern Munich au 2e tour 2-1, malgré l'ouverture du score Pizarro à la deuxième minute, un doublé de Schweinsteiger permet aux Bavarois de l'emporter. En ce qui concerne la Bundesliga, le Werder réalise une saison désastreuse, en pointant dans les cinq derniers. Avant la 24e journée de Bundesliga, les Brêmois restent 14e avec cinq points de plus que les deux relégables (Stuttgart et Mönchengladbach) et seulement 1 du 16e qui jouera les barrages (Kaiserslautern pour le moment) et du 15e, Wolfsbourg (champion deux années avant). Le Werder Brême montre d'inquiétantes failles en défense, en étant la deuxième plus mauvaise défense, en s'inclinant 6-0 à Gelsenkirchen et 5-0 à Stuttgart.

## Palmarès et résultats sportifs

### Titres et trophées
| Compétitions nationales | Compétitions continentales |
| --- | --- |
| - Championnat d'Allemagne (4) - Champion : 1965, 1988, 1993 et 2004 - Vice-champion : 1968, 1983, 1985, 1986, 1995, 2006 et 2008 - Championnat d'Allemagne D2 (1) - Champion : 1981 (Nord) - Vice-champion : 2022 - Coupe d'Allemagne (6) - Vainqueur : 1961, 1991, 1994, 1999, 2004 et 2009 - Finaliste : 1989, 1990, 2000 et 2010 - Coupe de la Ligue d'Allemagne (1) - Vainqueur : 2006 - Finaliste : 1999 et 2004 - Supercoupe d'Allemagne (3) - Vainqueur : 1988, 1993, 1994 - Finaliste : 1991 - Coupe hivernale d'Allemagne (1) - Vainqueur : 1989 - Finaliste : 1991 et 2001 | - Coupe d'Europe des vainqueurs de coupe (1) - Vainqueur : 1992 - Coupe UEFA - Finaliste : 2009 - Supercoupe de l'UEFA - Finaliste : 1992 - Coupe Intertoto (1) - Vainqueur : 1998 - Coupe Kirin (2) - Vainqueur : 1982 et 1986 |

## Joueurs et personnalités du club

### Entraîneurs
| Entraîneur                 | Début             | Fin               | Matchs | G   | N   | P   | % G   |
| -------------------------- | ----------------- | ----------------- | ------ | --- | --- | --- | ----- |
| Willi Multhaup             | 1er juillet 1963  | 30 juin 1965      | 64     | 26  | 19  | 19  | 40.6  |
| Günter Brocker             | 1er juillet 1965  | 4 septembre 1967  | 82     | 37  | 14  | 31  | 45.1  |
| Fritz Langner              | 5 septembre 1967  | 30 juin 1969      | 66     | 34  | 13  | 19  | 51.5  |
| Fritz Rebell               | 1er juillet 1969  | 16 mars 1970      | 22     | 5   | 8   | 9   | 22.7  |
| Hans Tilkowski             | 17 mars 1970      | 30 juin 1970      | 13     | 6   | 3   | 4   | 46.1  |
| Robert Gebhardt            | 1er juillet 1970  | 29 septembre 1971 | 45     | 14  | 15  | 16  | 31.1  |
| Willi Multhaup             | 30 septembre 1971 | 24 octobre 1971   | 4      | 2   | 0   | 2   | 50.0  |
| Sepp Piontek               | 25 octobre 1971   | 30 juin 1975      | 151    | 53  | 38  | 60  | 35.0  |
| Fritz Langner              | 8 mai 1972        | 10 juin 1972      | 6      | 1   | 2   | 3   | 16.6  |
| Herbert Burdenski          | 1er juillet 1975  | 28 février 1976   | 22     | 7   | 3   | 12  | 31.8  |
| Otto Rehhagel              | 29 février 1976   | 12 juin 1976      | 13     | 4   | 5   | 4   | 30.7  |
| Hans Tilkowski             | 1er juillet 1976  | 19 décembre 1977  | 61     | 26  | 10  | 25  | 42.6  |
| Fred Schulz Rudi Assauer   | 20 décembre 1977  | 30 juin 1978      | 16     | 8   | 2   | 6   | 50.0  |
| Wolfgang Weber             | 1er juillet 1978  | 29 janvier 1980   | 57     | 18  | 14  | 25  | 31.5  |
| Rudi Assauer               | 29 janvier 1980   | 20 février 1980   | 1      | 0   | 0   | 1   | 0.0   |
| Fritz Langner              | 20 février 1980   | 30 juin 1980      | 14     | 5   | 0   | 9   | 35.7  |
| Kuno Klötzer               | 1er juillet 1980  | 1er avril 1981    | 29     | 20  | 5   | 4   | 68.9  |
| Otto Rehhagel              | 2 avril 1981      | 30 juin 1995      | 609    | 322 | 156 | 131 | 52.8  |
| Aad de Mos                 | 1er juillet 1995  | 9 janvier 1996    | 20     | 5   | 8   | 7   | 25.0  |
| Hans-Jürgen Dörner         | 14 janvier 1996   | 20 août 1997      | 66     | 28  | 16  | 22  | 42.4  |
| Wolfgang Sidka             | 20 août 1997      | 22 octobre 1998   | 51     | 24  | 9   | 18  | 47.0  |
| Felix Magath               | 22 octobre 1998   | 9 mai 1999        | 26     | 9   | 7   | 10  | 34.6  |
| Thomas Schaaf              | 10 mai 1999       | 15 mai 2013       | 643    | 305 | 138 | 199 | 47.4  |
| Wolfgang Rolff (intérim)   | 15 mai 2013       | 27 mai 2013       | 1      | 0   | 0   | 1   | 0.0   |
| Robin Dutt                 | 27 mai 2013       | 25 octobre 2014   | 45     | 11  | 13  | 21  | 24.4  |
| Viktor Skripnik            | 26 octobre 2014   | 17 septembre 2016 | 70     | 26  | 14  | 30  | 37.1  |
| Alexander Nouri            | 18 septembre 2016 | 29 octobre 2017   | 43     | 15  | 11  | 17  | 34,88 |
| Florian Kohfeldt           | 30 octobre 2017   | 16 mai 2021       | 143    | 50  | 38  | 55  | 34,96 |
| Thomas Schaaf (intérim)    | 16 mai 2021       | 31 mai 2021       | 1      | 0   | 0   | 1   | 0.0   |
| Markus Anfang              | 1er juin 2021     | 20 novembre 2021  | 14     | 5   | 4   | 5   | 35,71 |
| Danijel Zenković (intérim) | 20 novembre 2021  | 25 novembre 2021  | 1      | 0   | 1   | 0   | 0,0   |
| Christian Brand (intérim)  | 25 novembre 2021  | 29 novembre 2021  | 1      | 0   | 0   | 1   | 0,0   |
| Ole Werner                 | 29 novembre 2021  | 27 mai 2025       | 59     | 25  | 11  | 23  | 42,37 |
| Horst Steffen              | 29 mai 2025       |                   |        |     |     |     |       |

### Anciens joueurs
- Klaus Allofs[8]
- Mario Basler
- Frank Baumann
- Günter Bernard
- Marco Bode
- Uli Borowka
- Tim Borowski
- Dieter Burdenski
- Manfred Burgsmüller
- Peter Dietrich
- Dieter Eilts
- Fabian Ernst
- Klaus Fichtel
- Torsten Frings
- Niclas Füllkrug
- Günter Hermann
- Horst-Dieter Höttges
- Aaron Hunt
- Miroslav Klose
- Erwin Kostedde
- Clemens Fritz
- Bruno Labbadia
- Max Lorenz
- Marko Marin
- Norbert Meier
- Per Mertesacker
- Frank Neubarth
- Willi Neuberger (en)
- Frank Ordenewitz
- Jonny Otten
- Patrick Owomoyela
- Mesut Özil
- Sepp Piontek
- Oliver Reck
- Uwe Reinders
- Karl-Heinz Riedle
- Frank Rost
- Thomas Schaaf
- Rudi Völler
- Mirko Votava
- Tim Wiese
- Thomas Wolter
- Marko Arnautović
- Andreas Herzog
- Bruno Pezzey
- Heimo Pfeifenberger
- Koen Casteels
- Kevin De Bruyne
- Aílton
- Diego
- Júnior Baiano
- Naldo
- Paul Stalteri
- Pierre Womé
- Ivan Klasnić
- Jurica Vranješ
- Per Røntved
- Hany Ramzy
- Valérien Ismaël
- Johan Micoud
- Mikaël Silvestre
- Ángelos Charistéas
- Yasuhiko Okudera
- Milot Rashica
- Rune Bratseth
- Wynton Rufer
- Nelson Valdez
- Davy Klaassen
- Claudio Pizarro
- Hugo Almeida
- Vladimir Bestchastnykh
- Mladen Krstajić
- Ludovic Magnin
- Raphaël Wicky
- Markus Rosenberg
- Ümit Davala
- Nuri Şahin
- Aymen Abdennour

### Effectif professionnel actuel
Le premier tableau liste l'effectif professionnel du Werder Brême pour la saison 2025-2026. Le second recense les prêts effectués par le club lors de cette même saison.
En grisé, les sélections de joueurs internationaux chez les jeunes mais n'ayant jamais été appelés aux échelons supérieurs une fois l'âge-limite dépassé ou les joueurs ayant pris leur retraite internationale.

## Rivalités

### Rivalité avec le Bayern Munich
D'une part, ces deux clubs sont établis aux extrémités géographiques de l'Allemagne, ce qui engendre préjugés et railleries réciproques, la Bavière étant Catholique, réputée conservatrice et bourgeoise, Brême étant une cité Hanséatique de taille plus moyenne, et de confession protestante.
D'autre part, si le Werder n'a été champion que 4 fois, il a souvent été vice-champion derrière… Le FC Bayern, ce qui entraîne une concurrence sportive de très haut niveau.
Ces dernières décennies ont vu deux hommes forts prendre des galons dans leurs clubs respectifs : Uli Hoeness, dont l'influence croissait dans les travées munichoises, et Willi Lemke, dirigeant du club vert et orange, deux personnalités qui ne s'appréciaient guère à la plus grande joie des médias nationaux.
Plus récemment, les dirigeants entament des relations plus professionnelles entre les deux prestigieuses institutions sportives, ce qui se traduit par des transferts assez fréquents : ceux de Tim Borowski, Torsten Frings, Claudio Pizarro en sont de bons exemples.
Néanmoins, les supporters des deux clubs ne s'apprécient guère, et l'inimité entre les deux équipes profite à l'économie du football, la rivalité Werder-Bayern se traduisant en termes d'équipementiers respectifs par la rivalité Nike-Adidas.
On notera plusieurs matchs d'anthologie entre Die Roten et Die Werderaner, une raclée mémorable 2-5 infligée par les brêmois à l'Allianz Arena (après avoir mené 0-5), une finale remportée par ces mêmes brêmois 9 ans plus tôt en 1999 en DFB Pokal, et un 2-3 au Weserstadion, le but de la victoire étant un célèbre coup franc d'Arjen Robben.

### Rivalité avec le Hambourg SV
« Hamburg ist das Tor zur Welt, Bremen hat den Schlüssel. » : « Hambourg est la porte sur le monde, Brême détient la clef. »
Cette citation résume bien la relation unissant les deux cités Hanséatiques, voisines respectives.
En football, le HSV et le Werder se sont toujours battus pour la suprématie sportive dans le Nord, ce qui engendre de passionnants derbies entre les deux clubs.

## Sponsors
- Wiesenhof ;
- Zillertal ;
- Inbev ;
- Citibank, sponsor principal jusqu'en 2011 ;
- Nike, équipementier du club ;
- Beluga Shipping ;
- Coca-Cola ;
- PSD Bank.